# Misadventures (Album)
Misadventures ist das vierte Studioalbum der US-amerikanischen Rockband Pierce the Veil. Es sollte ursprünglich im Sommer des Jahres 2015 erscheinen, allerdings wurde eine Veröffentlichung mehrfach verschoben, sodass das Album Mitte März 2016 für den 13. Mai 2016 angekündigt und veröffentlicht wurde. Es ist der Nachfolger des Albums Collide with the Sky aus dem Jahr 2012. Es wurde wie sein Vorgänger-Album über Fearless Records veröffentlicht. Den Vertrieb in Europa übernahm Spinefarm Records.
Die Standardversion des Albums enthält elf Titel, darunter die Singles Texas Is Forever, Circles und The Divine Zero. Letztere wurde bereits im Sommer des Jahres 2015 veröffentlicht. Die Deluxe-Version beinhaltet zwei weitere Stücke. Diese sind Akustikversionen der Stücke Floral & Fading und Today I Saw the Whole World. Misadventures erhielt in der englischsprachigen Fachpresse überwiegend positive Kritiken. Es ist das erste Album, das außerhalb der USA in die Charts kam, nämlich unter anderem in Deutschland, Australien und im Vereinigten Königreich.
Musikalisch kann das Album dem Post-Hardcore zugeordnet werden, auch wenn einzelne Stücke des Albums Einflüsse aus anderen Spielweisen des Punk bzw. der Rockmusik, wie etwa dem Pop-Punk oder dem Pop-Rock aufweisen. Dabei gelingt der Gruppe die Gratwanderung zwischen dem Post-Hardcore und der massentauglichen Popmusik. Als musikalische Referenzen werden Künstler wie Atreyu, My Chemical Romance und Panic! at the Disco genannt.
Die Liedertexte handeln wie auf den drei vorherigen Alben meist von persönlichen Erfahrungen des Sängers Vic Fuentes, wie etwa gescheiterten Beziehungen. Erstmals greift Fuentes in einem Lied eine zeitgeschichtliche Situation auf: In Circles verarbeitet er die Geschehnisse in der Nacht des 13. November 2015 in Paris, in der mindestens 120 Menschen bei einem Terroranschlag starben. Beim Schreiben der Lieder wurde er vereinzelt von seinem Freund Curtis Peoples, Tom Denney und Brad Hargreaves von Third Eye Blind unterstützt. Anders als auf Selfish Machines und Collide with the Sky arbeitete die Gruppe ohne Gastmusiker.

## Entstehung und Veröffentlichung

### Produktionsgeschichte

#### Vorgeschichte
Sänger Vic Fuentes und Bassist Jaime Preciado gaben am 23. Dezember 2013 in einem Video bekannt, dass die Musiker im Jahr 2014 ein neues Album produzieren und herausbringen wollten. In einem Interview mit dem Merchandising-Versandhandel Impericon hieß es, dass die Gruppe unmittelbar nach der Europatournee mit Bring Me the Horizon, welche zwischen November 2013 und Dezember 2013 stattfand, das Studio bezogen und erste neue Stücke zu schreiben begonnen habe. Die Musiker wollten sich beim Schreiben der Stücke so lange wie möglich Zeit lassen und nichts überstürzen. In einem Interview, das Musiker mit dem britischen Musikmagazin Rock Sound führten, wurde bekannt, dass das Verfassen der neuen Stücke knapp fünf Monate dauerte. Die Gruppe begann die Stücke in einem kleinen, angemieteten Haus in San Diego zu schreiben. Später zog die Gruppe nach Big Bear Lake in den San Bernardino Mountains um, wo sie bereits für ihr Vorgänger-Album Collide with the Sky an neuen Liedern geschrieben hatte.
Laut einem Artikel der Oakland Press habe die Band während der Spring Fever Tour mit You Me at Six, All Time Low und Mayday Parade (April–Mai 2013) an erstem neuen Material gearbeitet. Als mitwirkenden Partner gab die Gruppe Tom Denney an, welcher früher Gitarrist in der Band A Day to Remember war. Die Musiker hatten bereits in der Vergangenheit mit Denney zusammengearbeitet. Dieses Mal sollen auch Chad Gilbert von New Found Glory und Brad Hargreaves von Third Eye Blind beim Verfassen einzelner Stücke involviert gewesen sein.
In einem Interview, das die Gruppe im März 2013 während ihrer Zeit beim Soundwave Festival in Australien mit Poppy Reid von The Music Network führte, gab Fuentes bekannt, dass Jenna McDougall, Frontsängerin der Pop-Punk-Band Tonight Alive, in einem Stück auf dem neuen Album als Gastsängerin zu hören sein soll. Beide Gruppen hatten bereits in der Vergangenheit zusammen getourt. Zuletzt unterstützte McDougall die Gruppe bei einem Konzert der Band mit Bring Me the Horizon. Allerdings wurde in einem späteren Interview mit dem Kerrang im August 2014 diese Ankündigung als „zu voreilig“ dementiert, auch wenn es einige Anzeichen für eine Zusammenarbeit gibt.

“She’s such a great person, she’s so nice. We just got along well so I’m going to try and write something.”

„Sie ist eine wirklich großartige und freundliche Person. Wir kommen gut miteinander aus, weswegen ich versuchen werde, etwas zu schreiben.“

#### Produktion
Mitte Mai 2014 begannen die Musiker ihre Songwriting-Arbeiten im Studio in South Park, San Diego. Dort entstanden die ersten Riffs zu den Stücken Sambuka und Song for Isabelle. Die Vorproduktion des Albums begann im Juni 2014. Das Album wurde im Sonic Debris Recording Studio in der Nähe von Long Beach eingespielt. Am selben Tag hieß es, dass die Gruppe nach Long Island – wo sich ihr Studio befindet – fliege. Produzent des Albums ist Dan Korneff, der auch schon Collide with the Sky produzierte. Am 20. Juli 2014 unterbrach die Gruppe die Aufnahmearbeiten und flog nach Cleveland, Ohio, um an der Preisverleihung der Alternative Press Music Awards teilzunehmen, die einen Tag später stattfand. Dort war die Gruppe in sieben Kategorien nominiert, wovon sie drei gewann. Zu diesem Zeitpunkt befand sich die Gruppe mitten in den Studioarbeiten. Am 4. August 2014 waren die Aufnahmen von Schlagzeug und E-Bass beendet.

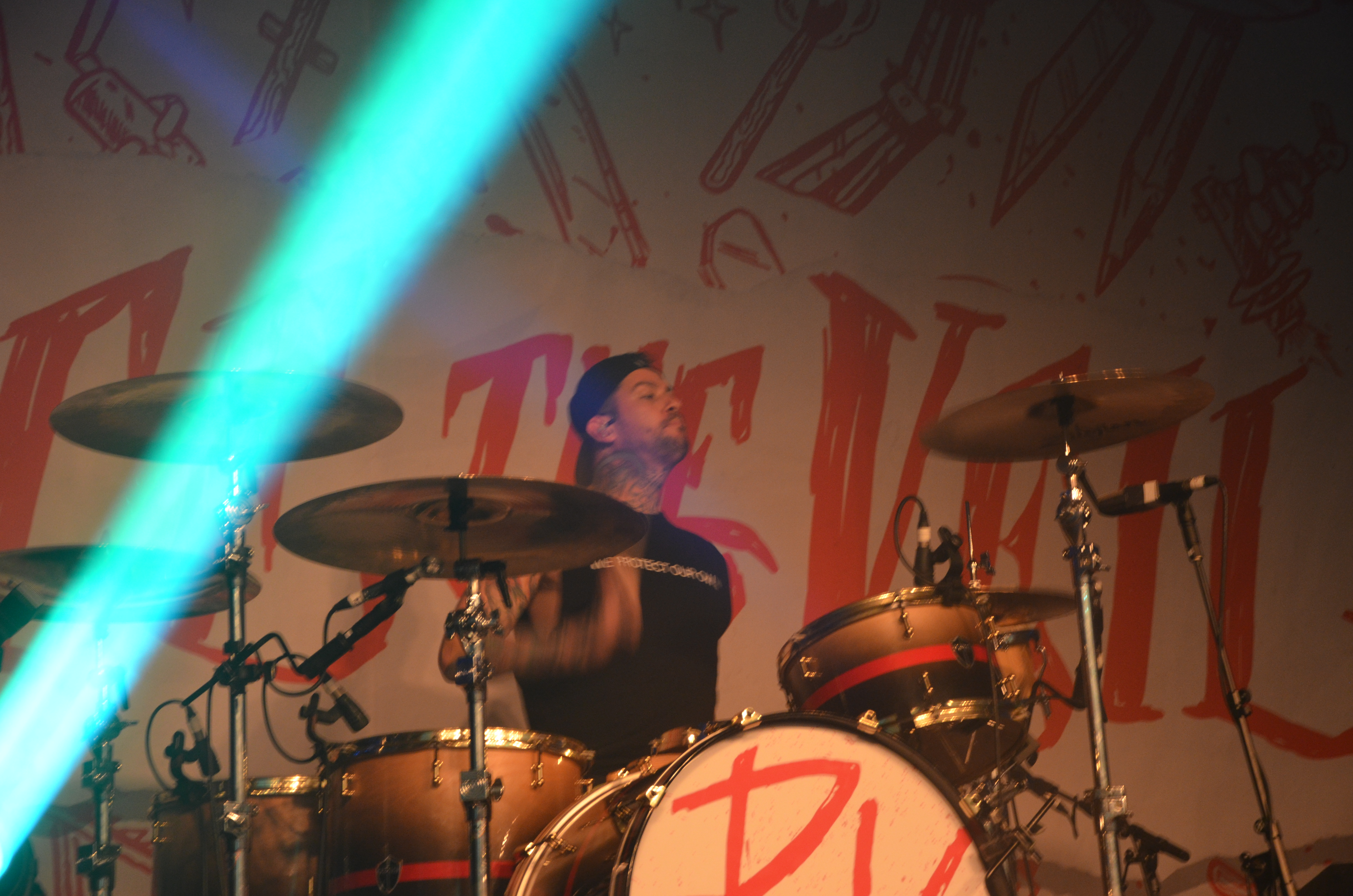
Mike Fuentes von Pierce the Veil in der Live Music Hall in Köln, 2016.

Insgesamt schrieb die Band dreizehn Stücke. Nachdem die Gruppe elf Titel fertig geschrieben und komponiert hatte, gingen sie ins Studio. Während der Arbeiten im Studio bemerkten die Musiker, dass zwei Lieder nicht ins Albumkonzept passen würden, weshalb sie – bereits im Studio arbeitend – zwei neue Lieder für das Album schrieben, Sambuka und Song for Isabelle, die Fuentes als erstes schrieb. Sie wurden bei einem Aufenthalt von Vic Fuentes in dem Studio von David Hodges, einem ehemaligen Musiker von Evanescence, während der Vorproduktion des Liedes Circles verworfen und neu geschrieben. Die Gruppe lag zum Zeitpunkt des Interviews mit dem Alternative Press bereits Wochen zurück. Ursprünglich war ein dreimonatiger Studioaufenthalt vorgesehen gewesen. Auch unterbrachen die Musiker die Arbeiten an dem Album während der Fußball-Weltmeisterschaft 2014 in Brasilien, um einzelne Spiele im Fernsehen anzusehen. Darunter waren alle Spiele der Mexikanischen Nationalmannschaft. Mitte September 2015 waren die Aufnahmen fast vollständig abgeschlossen. Lediglich musste Vic Fuentes noch die Gesangparts einspielen und die letzten Korrekturen vornehmen. Die Musiker verbrachten knapp drei Monate im Aufnahmestudio. Alleine das Schreiben der Stücke nahm etwas mehr als ein Jahr Zeit in Anspruch. Das Einspielen und Korrigieren der Gesangsspuren von Fuentes nahmen weitere zwei Monate Studiozeit in Anspruch. Als Folge musste Vic Fuentes die Aufnahmegeräte auf den ersten Abschnitt der im November 2014 startenden Welttournee mit Sleeping with Sirens mitnehmen und dort weitere Arbeiten am Album vornehmen. Insgesamt verbrachte Vic Fuentes vier Monate alleine im Studio in Long Island, während die übrigen Bandmitglieder nach ihren Aufnahmen zurück nach Kalifornien flogen. Im Januar 2015 nahm Fuentes weitere Tonspuren während der Pause zwischen den beiden Tourabschnitten der Welttournee mit Sleeping with Sirens im Heimstudio in San Diego auf. In einem Bericht des Alternative Press hieß es, dass die Tournee gebucht wurde, damit Vic Fuentes Freiraum vom Schreiben der Stücke erhalte. Diese haben ihn, so der Artikel, an die Grenze seiner Psyche getrieben.
Am 19. Juni 2015 veröffentlichte die Gruppe mit The Divine Zero die erste Single aus dem Album. Vic Fuentes gab in einem Interview mit dem Kerrang zu, dass der Song erst kurz vor der Veröffentlichung fertiggestellt wurde. Er sagte dem Musikmagazin, dass die anderen Stücke noch nicht fertig seien und der Prozess aufgrund der schwerwiegenden Verletzungen, die sich Gitarrist Tony Perry bei einem Mountainbikeunfall kurz vor Beginn der Warped Tour zugezogen hatte, weiter verzögern könnten. Die Musiker hoffen, das Album nach der Warped Tour vollenden und veröffentlichen zu können. In einem Interview mit dem Upset Magazine, welches im September 2015 veröffentlicht wurde, hieß es, dass die Gruppe das Album sehr bald veröffentlichen werde. Am 22. Dezember 2015 wurde das Album, nach mehreren Verschiebungen, für eine Veröffentlichung im Jahr 2016 angekündigt. In einem Artikel des englischsprachigen Rolling Stone hieß es, dass exzessives Touren und die Möglichkeit, sich beim Erarbeiten der Stücken Zeit zu lassen, ausschlaggebend für die Verschiebungen der Albumveröffentlichung gewesen seien. Schließlich wurden Mitte März 2016 der Name, die Titelliste, das Artwork sowie Veröffentlichungsdatum des Albums bekanntgegeben. In der Ankündigung hieß es, dass sich Vic Fuentes in New York City, San Diego, Seattle, Big Bear Lake, Los Angeles und in Santa Barbara aufgehalten habe, um neue Inspiration für das Album zu erlangen:

“I wanted every song to have real meaning, and thought that in spending time in different places, I’d find new inspirations – that’s exactly what happened.”

„Ich wollte, dass jedes Stück eine wahre Bedeutung hat, und habe daran gedacht, etwas Zeit an verschiedenen Orten zu verbringen, wo ich neue Inspiration erhalten kann – und genau das ist auch passiert.“

In einem Interview mit Alternative Press erzählte Vic Fuentes, dass es einzelne Fans der Gruppe geschafft hätten, das Studio zu finden, in welchem die Musiker am Album arbeiteten, obwohl es ziemlich abgelegen liege. Dies sei auch schon bei den Arbeiten zum Vorgänger-Album Collide with the Sky passiert. Damals schafften es einige Fans, der Band kleinere Geschenke und Briefe ins Studio zukommen zu lassen.

### Veröffentlichung
Ursprünglich war geplant, das Album im Jahr 2014 zu veröffentlichen. Jedoch wurde im August 2014 bekannt, dass das Album im Frühjahr 2015 erscheinen werde. Der Grund für die Verzögerung war, dass die Gruppe zwei neue Stücke schreiben musste, weil zwei vorher verfasste Lieder nach Meinung des Sängers Vic Fuentes nicht ins Konzept des Albums passten. In einem Interview zwischen Bassist Jaime Preciado und dem Rock Revolt Magazine, welches in der April-2015-Ausgabe des Magazins erschien, hieß es, dass nahezu jedes Lied, das die Band vor den Studioarbeiten verfasst hatte, im Studio in Long Beach neu geschrieben wurde. Die Gruppe hoffte, das Album Anfang Januar 2015 auf dem Markt bringen zu können. Allerdings wurde der geplante Veröffentlichungszeitpunkt später weiter nach hinten verlegt. In einem Bericht des Alternative Press hieß es, dass die Musiker eine Woche nach dem Verlassen des Studios realisiert hätten, dass das Album nicht vor der gemeinsamen Welttournee mit Sleeping with Sirens fertig werden wird. In einem Interview mit Yahoo vom 6. Februar 2015 hieß es, dass das vierte Album irgendwann im Sommer herausgebracht werden sollte.
Am 19. Juni 2015, zum Start der Warped Tour, bei der die Band als Headliner auftrat, veröffentlichte die Gruppe mit The Divine Zero ihre erste Single-Auskopplung. Nachdem eine Veröffentlichung des Albums bereits mehrfach aus unbekannten Gründen verschoben worden war, wurde im Dezember 2015 angekündigt, dass das Album im Jahr 2016 herausgebracht werden soll. Am 15. März 2016 wurden Gerüchte laut, dass das Album im Mai 2016 erscheinen und den Namen Misadventures tragen soll. Ebenso wurde über die Herausgabe der Singleauskopplung, die Texas Is Forever heißen soll, für den 24. bzw. dem 25. März 2016 spekuliert. Drei Tage, nachdem diese Gerüchte die Runde gemacht hatten, wurde das Album offiziell von der Band und von ihrem Label Fearless Records angekündigt. Texas Is Forever wurde, wie im Gerücht vorhergesagt, am 24. März 2016 über Alternative Press als Videostream vorgestellt. Knapp fünf Wochen später wurde am 26. April 2016 das nächste Lied des Albums vorgestellt. Dieses Lied heißt Circles und wurde erstmals bei BBC Radio 1 gespielt.
Die Vorbestellungsphase für das Album begann weltweit am 25. März 2016 zunächst über ITunes. Etwas später folgten mit Amazon Music, Google Play und Spotify weitere Dienstleister für digitale Musik. Die Vorbestellungsphase für die physische Albumversion startete am 31. März 2016 zunächst im Vereinigten Königreich, in den Vereinigten Staaten und Australien, wobei die Vorbestellungsphase für das Album verschiedene Extras, wie einen Koffer mit besonderen zusätzlichen Inhalten, T-Shirts, Buttons und Wallflags aufwies. Der Koffer enthält unter anderem eine Tasse, ein 200-seitiges Storybook mit Sketchen, Fotos und Liedtexten aus dem Album, sowie ein Bandana, Armbänder und einen Viewfinder. Die Schallplatten-Version erscheint über Caroline Distribution, das zu Universal Music gehört. Das Album erschien am 13. Mai 2016 weltweit.

### Albumversionen
Misadventures wird in mehreren Versionen vertrieben:
- Als Digipak-CD mit dreizehn Titeln, davon zwei Akustikversionen von den Stücken Floral & Fading und Today I Saw the Whole World als Bonusmaterial
- Als Jewelcase-Version mit elf Titeln
- Als Download
- Als exklusive Vinyl-Schallplatte in rot, limitiert auf 1.000 Stück (über Caroline Distribution, Universal Music)
- Als durchsichtige Vinyl-Schallplatte exklusiv bei Smartpunk, limitiert auf 500 Kopien

## Titelliste
| #   | Titel                                        | Komponist(en)                                | Länge | Anmerkungen                       |
| --- | -------------------------------------------- | -------------------------------------------- | ----- | --------------------------------- |
| 1.  | Dive In                                      | Vic Fuentes                                  | 4:52  |                                   |
| 2.  | Texas Is Forever                             | Vic Fuentes                                  | 3:39  | 2. Single                         |
| 3.  | The Divine Zero                              | Vic Fuentes, Curtis Peoples, Brad Hargreaves | 4:08  | 1. Single                         |
| 4.  | Floral & Fading                              | Vic Fuentes                                  | 3:29  |                                   |
| 5.  | Phantom Power & Ludicrous Speed              | Vic Fuentes                                  | 3:50  |                                   |
| 6.  | Circles                                      | Vic Fuentes, Curtis Peoples, Steve Miller    | 3:44  | 3. Single                         |
| 7.  | Today I Saw the Whole World                  | Vic Fuentes, Curtis Peoples                  | 3:41  |                                   |
| 8.  | Gold Medal Ribbon                            | Vic Fuentes                                  | 3:58  |                                   |
| 9.  | Bedless                                      | Vic Fuentes                                  | 4:44  |                                   |
| 10. | Sambuka                                      | Pierce the Veil, Tom Denney                  | 2:36  |                                   |
| 11. | Song for Isabelle                            | Vic Fuentes                                  | 4:50  |                                   |
| 12. | Floral & Fading (Akustikversion)             |                                              | 3:48  | Bonustitel auf der Deluxe-Edition |
| 13. | Today I Saw the Whole World (Akustikversion) |                                              | 3:27  | Bonustitel auf der Deluxe-Edition |

## Liedtexte

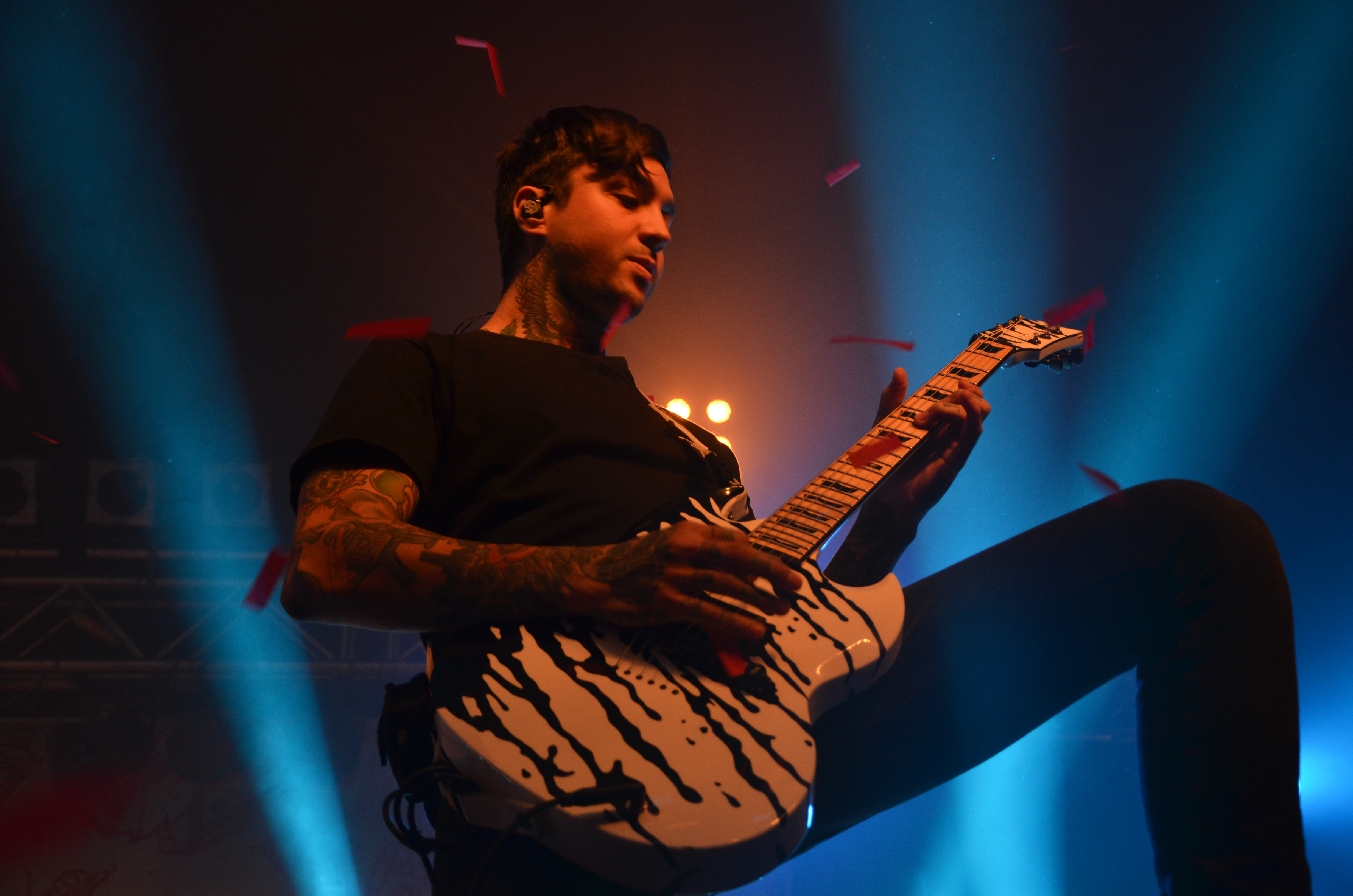
Tony Perry von Pierce the Veil in der Live Music Hall in Köln, 2016.

In einem Artikel des britischen Rock Sound wurde die Gruppe als „eine Band für die Verlorenen, Gebrochenen und Einsamen“ beschrieben, was auf die Liedtexte der Musiker zurückzuführen sei. Fuentes sagte, er wolle sichergehen, dass jeder Text zu jedem Stück Spaß und Inspiration bei den Hörern verbreite.

“I want to make sure that every lyric to every song is something that people can enjoy and become inspired by.”

„Ich möchte sichergehen, dass jeder Text in jedem Lied etwas ist, das den Menschen gefällt und inspiriert.“

Für die Songtexte aus dem vierten Studioalbum unternahm Fuentes im Jahr 2014 neben den regulären Schreibsessions einige Campingreisen, um an weiterem Liedmaterial zu schreiben, wodurch diese noch persönlicher gehalten sind als ältere Stücke der Band. Laut Bassist Jaime Preciado sind auf dem Album auch Geschichten zu hören, die die Musiker mit Fans während Meet-and-Greet-Veranstaltungen vor bzw. nach ihren Konzerten erlebt haben. Auch geht es in den Liedtexten um Selbstwertgefühl und Verrat. So sollen die Vorkommnisse der Terroranschläge am 13. November 2015 in Paris Einfluss auf die Texte des Albums gehabt haben.
Das Lied Circles befasst sich inhaltlich mit den Terroranschlägen in Paris, wobei Fuentes hauptsächlich die Geschehnisse im Bataclan-Theater beschreibt. In einem Interview mit Radio.com gab Sänger Vic Fuentes Details zu der Erarbeitung des Stückes bekannt. Er sagte, dass er sich beim Schreiben des Liedtextes vorgestellt habe, wie es wäre, wenn er und seine Freunde in eine derartige Situation geraten würden. Der Hintergrund für das Schreiben des Liedes war die Aussage der im Bataclan auftretenden Band Eagles of Death Metal, dass einige Konzertbesucher versuchten, ihre Freunde vor den Attacken der Terroristen zu schützen. Gold Medal Ribbon indes handelt von der ersten großen Liebe von Sänger Vic Fuentes, welche allerdings am Neujahrstag 2014 verstarb. Floral & Fading schrieb er für Danielle Perry, seine derzeitige Freundin. Das elfte Lied, das Song for Isabelle heißt, wurde über Isabelle verfasst, eine Bekannte, die Vic während einer Tournee in Übersee kennengelernt hatte. Außerdem enthält dieses Stück eine Passage aus dem im Jahr 1994 veröffentlichten Lied Back in the Day des US-amerikanischen Rappers Ahmad, was einen Wink an Vcs Freund Curtis Peoples darstellt. Texas Is Forever, die erste Singleauskopplung des Albums, handelt von einer ehemaligen Freundin von Vic Fuentes. Er erzählte, dass er auf jedem bisher veröffentlichten Pierce-the-Veil-Album jeweils ein Lied über sie veröffentlicht habe.

## Albumcover und Albumtitel
Das Albumcover wurde von Mike Cortada nach einer Sketch-Zeichnung von Vic Fuentes entworfen. Eine Darstellung eines Schweizer Taschenmessers nimmt dabei den Platz im Vordergrund ein, das sämtliches „Werkzeug“ zeigt, darunter Klingen – die allerdings laut Fuentes lediglich als Verzierung gezeichnet wurden –, eine Flasche Whisky, einen Apfel an mechanischen, betenden Hände hängend, einen Joint, ein Rotes Kreuz, Nadeln und Pillen sowie eine weitere Hand, welche den Auslöser einer Pistole betätigt. Im Hintergrund sind Sterne, eine Dollarnote, welche unerreichbar an dem Halbmond herumbaumelt, sowie ein Feuerwerk hinter Palmen dargestellt. Diese Gegenstände, sowohl die im Vorder- als auch im Hintergrund, haben jeweils eine bestimmte Bedeutung:
Der auslaufende Whisky symbolisiert geliebte Personen, welche die Musiker im Laufe der Zeit verloren haben. Der Apfel repräsentiert die Zeit, die die Gruppe während der Aufnahmen in New York City verbrachte. Die mechanischen Hände, die eine betende Haltung einnehmen, sind eine Darstellung für den Verlust des katholischen Glaubens, in welchem Sänger Vic Fuentes aufgewachsen ist. Der Joint, das Rote Kreuz und die Pillen sollen Fuentes’ ersten politischen Kommentar darstellen, indem Fuentes den Gebrauch von weichen Drogen als therapeutische Maßnahme bejaht, während die Nadeln eine Erinnerung darstellen soll, was bei Missbrauch von harten Drogen passieren kann. Fuentes erzählte in einem Interview mit dem Alternative Press, dass er dieses Motiv für seinen im Oktober des Jahres 2014 verstorbenen Freund, Tyson Stevens, den ehemaligen Sänger der inzwischen aufgelösten Band Scary Kids Scaring Kids, mit ins Konzept aufgenommen habe. Die Hand, die die Pistole betätigt, welche anstatt Projektile eine Rakete abschießt, symbolisiert den Wunsch von Sänger Vic Fuentes, dem persönlichen Druck zu entkommen.
Die im Hintergrund befindlichen Sterne berufen sich auf die Tageszeit, in der Vic Fuentes größtenteils an dem Album gearbeitet hat, während das Feuerwerk und die Palmen sich auf eine spezielle Liedzeile aus Song for Isabelle beziehen. Der Geldschein am Mond repräsentiert das heutige Musikgeschäft und ist als Kritik an all denjenigen zu verstehen, die vergessen, dass Musiker auch nur Menschen sind und an all denjenigen, die die Leidenschaft an der Musik verloren haben und nur noch des Geldes wegen neue Stücke schreiben.
Der Titel des Albums, Misadventures, kam laut einem Interview mit Vic Fuentes zustande, da die Albumarbeit mit vielen Wendungen verbunden war. Fuentes sagte, dass die Musiker einige Jahre ihres Lebens in das Album hineingesteckt hätten. Er beschrieb den gesamten Erarbeitungsprozess als eine Art „Method Acting“, bei dem die Musiker so viele positive, aber auch negative Erfahrungen durchgemacht haben.

## Promotion

### Tourneen und Festivalauftritte
Im April 2015 wurde Pierce the Veil als letzte Band für die Warped Tour angekündigt. Die Gruppe spielte auf dieser Tournee gemeinsam mit dem ehemaligen My-American-Heart-Gitarristen Jesse Barrera als Ersatzmusiker, der zeitweise Tony Perry ersetzte. Am 22. Juli 2015 trat die Gruppe im Rahmen der Alternative Press Music Awards erstmals wieder mit ihrem eigentlichen Gitarristen auf. Für Perry, welcher später in der Kategorie Bester Gitarrist gewann, war dieser Auftritt ein persönliches Anliegen.

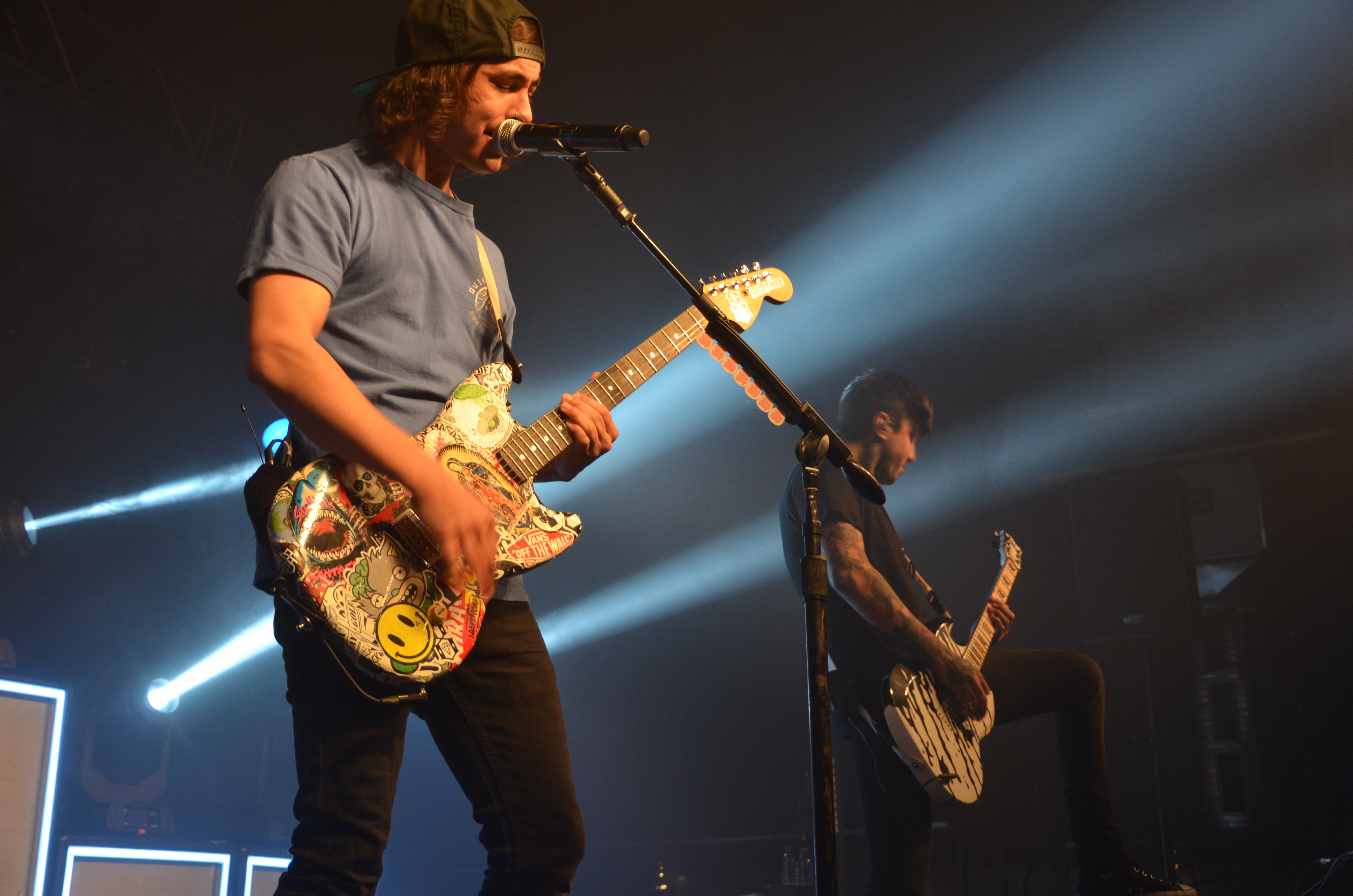
Pierce the Veil spielen in der Live Music Hall in Köln, 2016.

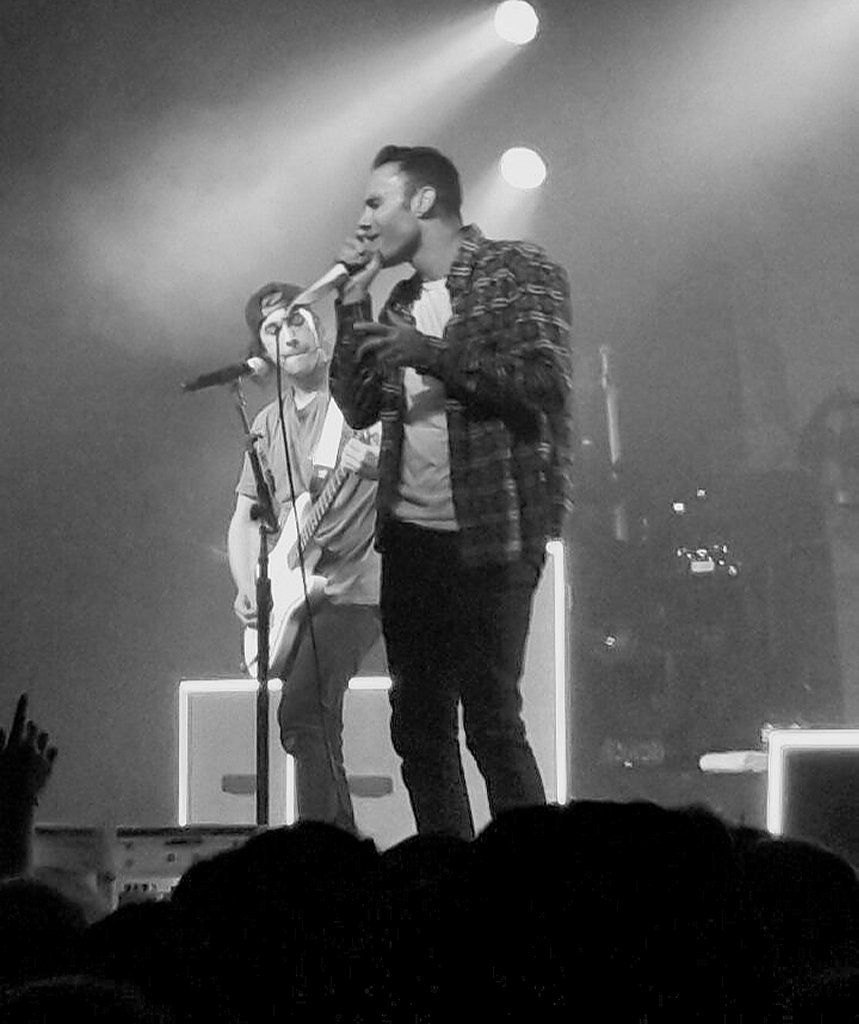
Jason Butler von Letlive unterstützt Pierce the Veil im Lied Tangled in the Great Escape.

Am 13. Mai 2016, dem Tag der Veröffentlichung des Albums, spielte Pierce the Veil ein Konzert im Pabellón Oeste del Palacio de los Deportes in Mexiko-Stadt. Zuvor spielte die Gruppe am 27. April 2016 ein exklusives Konzert in einem HMV-Geschäft in London für 300 Vorbesteller einer Deluxe-Version von Misadventures. Vom 5. bis 26. Juni 2016 spielte die Gruppe eine Konzertreise durch die Vereinigten Staaten um das Album zu bewerben. Dabei spielte die Gruppe auf jedem Konzert das Album in voller Länge. Begleitet wurde die Tournee von I the Mighty und Movements. Am 26. März 2016 wurde neben der neuen Single Circles ein weiterer Abschnitt der Misadventures-Tournee bekanntgegeben. Diese begann am 29. Oktober 2016 mit einem Auftritt im Le Trabendo in Paris, Frankreich und endete nach 29 Konzerten am 6. Dezember 2016 in der Dublin Academy in Dublin, Republik Irland. Dabei tourte die Band durch Spanien, Deutschland, Ungarn, Italien, Schweden, Dänemark, Belgien, Österreich, sowie durch die Schweiz, die Niederlande und das Vereinigte Königreich. Davor spielte die Band zwischen dem 16. und 23. August eine Headliner-Tournee durch Australien, die von Beartooth, Silverstein und Storm the Sky begleitet wurde. Es war die erste Konzertreise der Gruppe durch Australien seit ihrem Auftritt auf dem Soundwave Festival im Jahr 2013. Noch vor der Australien-Tournee bespielte die Gruppe zwischen 10. und 17. Juli 2016 durch Lateinamerika. Die Konzerte fanden in Brasilien, Argentinien, Chile und Mexiko statt.
Mitte Oktober 2016 wurde Pierce the Veil für die Schwesterfestivals Rock am Ring und Rock im Park bestätigt. Es folgten Bestätigungen für das Nova Rock, dem Download-Festival und dem Greenfield Festival in Europa, sowie für Rock on the Range, Welcome to Rockville und Carolina Rebellion in den Vereinigten Staaten. Es folgten zudem Konzerte mit Rise Against und Emarosa, die in Kanada bzw. in den Vereinigten Staaten absolviert wurden. Vom 12. bis 17. März 2018 spielt Pierce the Veil als „Special Guest“ auf der Young Renegades Tour im Vereinigten Königreich.

### Musik und Fernsehen
Um für das Album zu werben, wurden drei offizielle Singleauskopplungen vorab veröffentlicht. Die Hauptsingle The Divine Zero erschien bereits am 19. Juni 2015, kurz vor Beginn der Warped Tour. Die zweite Single, Texas is Forever folgte am 24. März 2016, während die letzte Single Circles einen Monat später veröffentlicht wurde. Zu Circles wurde später ein Musikvideo, in welchem Matt Pinfield eine Gastrolle spielt, veröffentlicht. Ende des Jahres 2016 wurde ein weiteres Musikvideo, dieses Mal zum Lied Dive In herausgebracht. Mitte Februar 2017 folgte ein Musikvideo zum Stück Floral & Fading. Es wurde zu jeder vollen Stunde auf MTV und dessen Spartensendern sowie im Paramount Drive-In Theater ausgestrahlt. Im Oktober 2017 wurde zunächst Today I Saw the Whole World mitsamt seiner Akustikversion als EP exklusiv auf Spotify veröffentlicht. 2 Wenige Tage später wurde ein Musikvideo zu diesem Lied ausgekoppelt.
Am 27. Juni 2016 hatte die Band in der Late-Night-Show Conan mit Conan O’Brien ihren allerersten Fernsehauftritt, in der sie das Lied Circles live aufführten. Auch war es Circles, dass der Band ihre ersten Airplays im Mainstream-Radio ermöglichte.

## Erfolg

### Kommerziell
Laut Billboard wurde das Album innerhalb der ersten Verkaufswoche in den Vereinigten Staaten zwischen 50.000 und 55.000 mal vertrieben, wobei dieser Wert hauptsächlich auf dem traditionellen Albumverkauf basiert. Es verkaufte sich damit fast doppelt so oft wie der Vorgänger Collide with the Sky, der innerhalb der ersten Woche 27.000 mal über den Ladentisch ging. Bis zum Ende des Jahres 2016 verkaufte sich das Album in den Vereinigten Staaten ungefähr 105.000 mal.

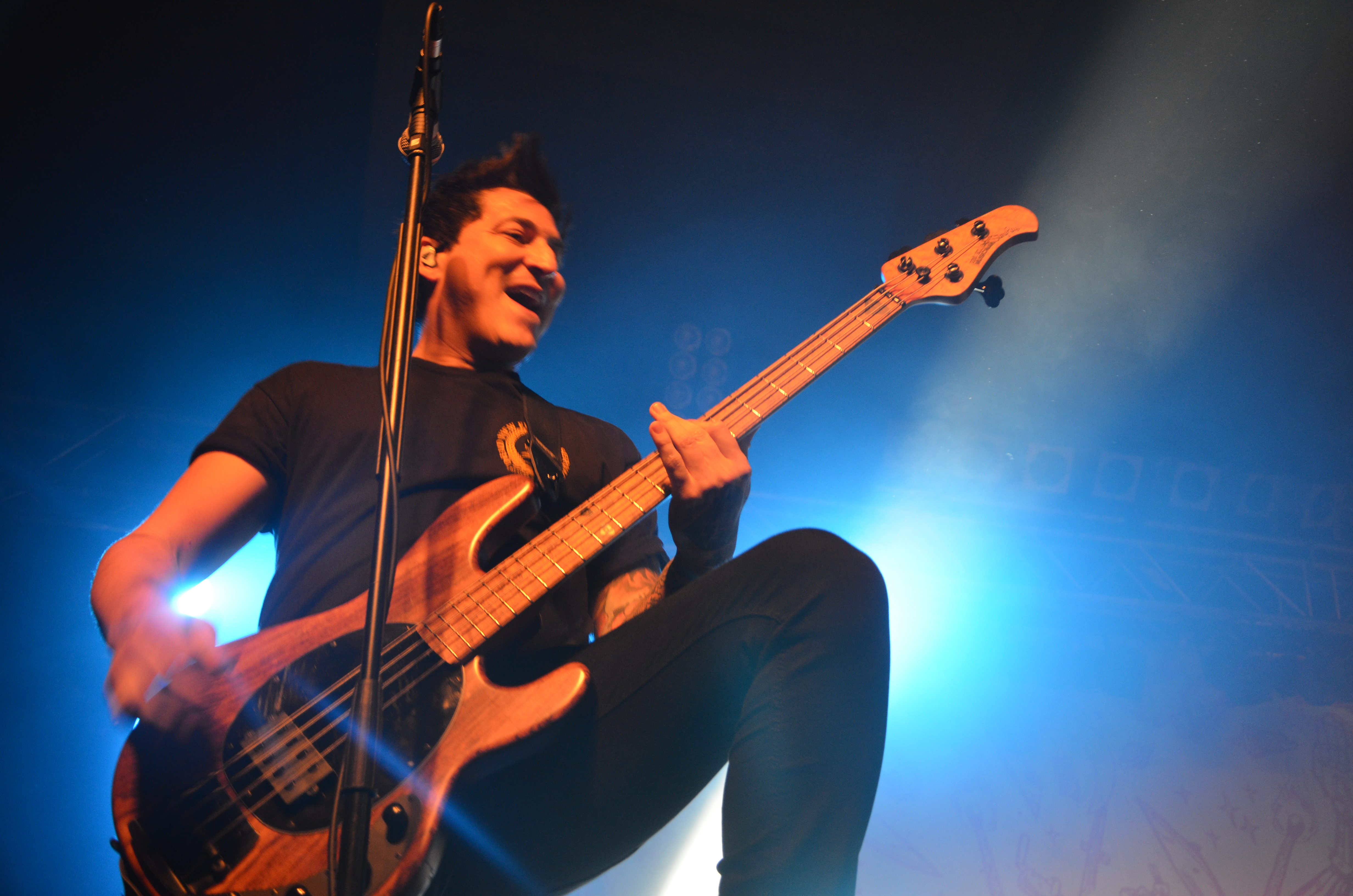
Jaime Preciado von Pierce the Veil in der Live Music Hall in Köln, 2016.

Misadventures ist das erste Album der Band, das sich außerhalb der Vereinigten Staaten in den Charts platzieren konnte. Es stieg auf Platz 17 in die britischen und auf dem 98. Platz in die deutschen Albumcharts ein.
Sowohl The Divine Zero als auch Texas Is Forever schafften eine Woche nach ihrer Veröffentlichung den Sprung in die Hot Rock Songs und in die Rock Digital Songs-Charts; allerdings blieb ihnen ein Einstieg in die Singlecharts der Vereinigten Staaten verwehrt. Schon das Lied King for a Day aus dem Album Collide with the Sky hatte den Eintrag in die beiden Genre-spezifischen Charts geschafft. Circles stieg lediglich in die Hot Rock Songs Charts ein. Die Single The Divine Zero wurde am 17. März 2016 zudem für einen Alternative Press Music Award in der Kategorie Lied des Jahres nominiert.
Fans der Band wählten das Album in einer vom Online-Musikmagazin Loudwire durchgeführten Umfrage zum Meisterwarteten Album des Monats Mai 2016 (engl.: Most Anticipated Album of May 2016). Dabei konnte ein Mal in der Stunde abgestimmt werden. Das Voting startete am 15. April 2016 und endete am 30. April 2016 eine Minute vor Mitternacht. Dabei erzielte das Album 36 Prozent der Stimmen. Dahinter landeten James Toseland, Red Tide Rising und Avatar.

### Chartplatzierungen
| ChartsChartplatzierungen       | Höchstplatzierung | Wochen |
| ------------------------------ | ----------------- | ------ |
| Deutschland (GfK)              | 98 (1 Wo.)        | 1      |
| Vereinigtes Königreich (OCC)   | 17 (1 Wo.)        | 1      |
| Vereinigte Staaten (Billboard) | 4 (5 Wo.)         | 5      |

### Verkäufe
| Land/Region               | Auszeichnungen für Musikverkäufe (Land/Region, Auszeichnung, Verkäufe) | Verkäufe |
| ------------------------- | ---------------------------------------------------------------------- | -------- |
| Vereinigte Staaten (RIAA) | —                                                                      | 105.000  |
| Insgesamt                 | —                                                                      | 105.000  |

### Pressestimmen

#### Deutschsprachige Kritiken

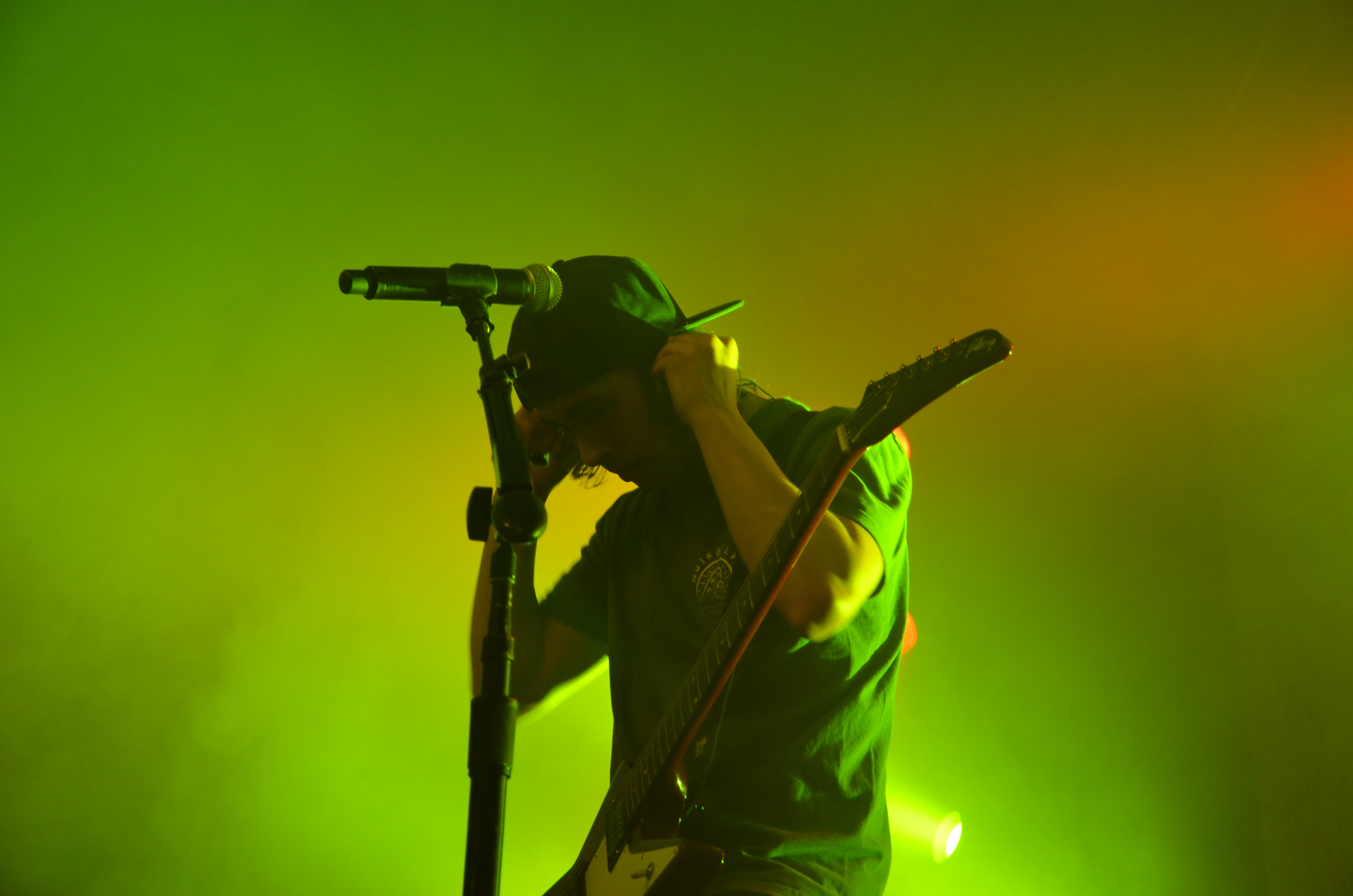
Frontsänger Vic Fuentes in der Live Music Hall in Köln, 2016.

Dennis Müller vom FUZE Magazine schrieb, dass heutzutage kaum eine andere Band in der Lage sei, „dem Emocore der 2000er-Jahre eine Frischzellenkur zu verpassen“, wie Pierce the Veil. Auch wenn das Album nicht wirklich spannend ist, attestiert der Kritiker dem Album eine Menge Spaß – wenn auch von der schnellen Sorte. Pierce the Veil machen, so Müller, was sie am besten können, und darin sind sie mit die Besten. Das beweise das Album ein weiteres Mal. Peter Kubaschk vom Online-Musikmagazin Powermetal.de beschreibt die Musik der Gruppe als „poppigen, melodiösen Punk mit dezenten Screamo-Passagen und ein paar Hardcore-Elementen.“ Kubaschk nennt Szenegrößen wie Panic! at the Disco, My Chemical Romance und Atreyu als musikalische Referenzen. Das Tempo werde halbwegs hoch gehalten, sodass Balladen kaum Platz finden. Floral & Fading wird zwar als gefühlsduselig beschrieben, wirkt aber laut Kritiker dennoch nicht schmalzig. Auch Texas Is Forever wird positiv hervorgehoben. Kubaschk ist der Meinung, dass die Musiker es verstehen flotte Stücke zu schreiben, die dennoch Ohrwurmcharakter erreichen können.
Eike Cramer vom deutschsprachigen Metal Hammer schrieb, dass Pierce the Veil zusammen mit A Skylit Drive zu den Vertretern des Post-Hardcore gehören, die sich musikalisch sehr nah an der Grenze zur Popmusik bewegen. Auf Misadventures, so Cramer, befinde sich die Band zeitweise in der neutralen Zone des Pop-Punk. Lieder wie Circles und Texas Is Forever seien echte Hits, die A Skylit Drives 500 Days of Bummer oder dem hauseigenen King for a Day in nichts nachstehen. Allerdings beschreibt der Kritiker, dass auch bei der gelungenen Produktion und der eigenen Auslotung der Genregrenzen die Eigenständigkeit abhandengekommen sei, weswegen Cramer dem Album nicht die Höchstwertung gegeben hat.

#### Englischsprachige Kritiken
Andy Biddulph vom britischen Rock Sound bezeichnete das Album im Bezug auf die mehrjährige Wartezeit als das „Chinese Democracy der Warped-Tour-Szene.“ Er sagte, dass die Gruppe ihren musikalischen Weg, den sie auf dem Vorgängerwerk Collide with the Sky vorgegeben haben, weiter aufpolieren konnte. Vor allem das Stück Bedless hebt Biddulph lobend hervor, das er als „Pop-Rock-Oper, die man gehört haben muss, um geglaubt zu werden“ beschrieb. Laut dem Kritiker schlagen die Liedtexte auf das Härteste ein und geben einen faszinierenden Einblick über die Dinge, die in den vergangenen vier Jahren in Fuentes’ Kopf herumschwirrten. Das Album habe die Originalität bewahrt, um die Band noch weiter vorwärts bringen zu können. Peyton Bernhardt vom australischen Blunt Magazine schrieb, dass die Stimme von Vic Fuentes durch die Komplexität des Albums navigiert und Teil des Chaoses von Misadventures wird. Die Theatralik rufe Schatten des 2007 veröffentlichten Debütalbums A Flair for the Dramatic hervor, während der geschichtliche Charme und die Harmonien Erinnerungen an das zweite Album der Gruppe, Selfish Machines, erinnere.

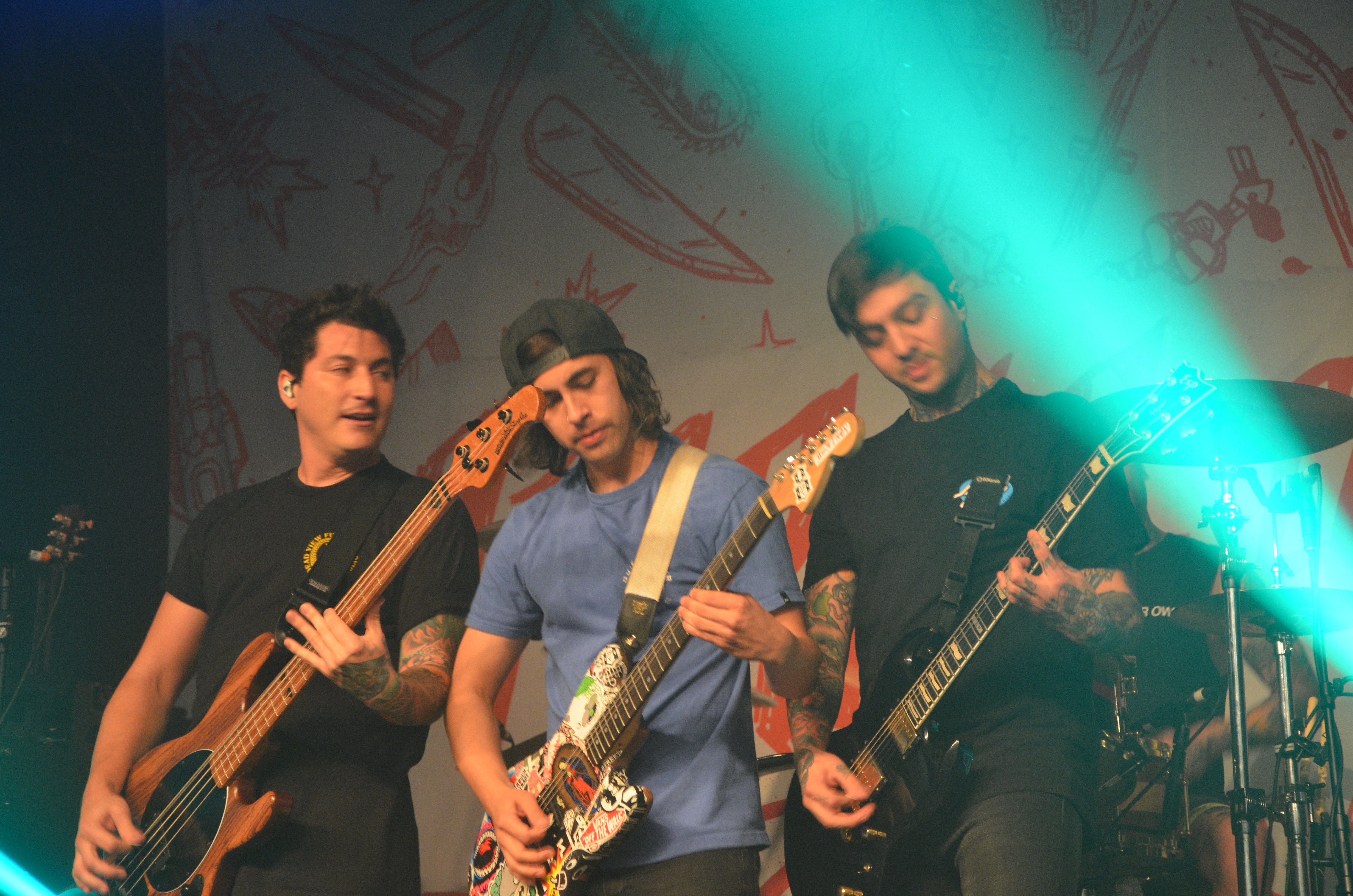
Pierce the Veil in der Live Music Hall in Köln, 2016.

Ryan J. Downey, der die Gruppe bereits über Jahre für das Alternative Press begleitete, fand positive Worte über Misadventures. Die Band klinge irgendwie opulent und theatralisch wie Muse oder gar Queen. Den Opener des Albums, Dive In, bezeichnete er als das bis dato beste Lied, das die Gruppe je veröffentlicht habe. Fuentes habe es beim Verfassen und beim Neuschreiben der Stücke geschafft, die maximale inhaltliche Bedeutung und Emotion hinter jeder einzelnen Silbe hervorzuheben. Schlagzeuger Mike Fuentes und Bassist Jaime Preciado legen, laut Downey, den Grundstein für Sänger Vic Fuentes und Gitarrist Tony Perry, die sich beide mit ihrem agilen Gitarrenspiel von oben nach unten durch die Klangstruktur „schlängeln“ können. Im Fazit schrieb er, dass Misadventures alles darbiete, was das Genre in der Vergangenheit ausgemacht habe. Emily Marvel von Idobi Radio gab dem Album die volle Punktzahl und schrieb, dass jedes Stück auch auf Collide with the Sky oder aber auch auf Selfish Machines hätte passen können. Trotzdem, so die Kritikerin, hebe sich jedes Lied auf dem Album besonders ab. Jana Angeles vom australischen Online-Magazin Spotlight schreibt, dass das Album den Hörer auf einer Reise der Liebe, des Lebens und der Selbsterfahrung mitnehme, und dass jeder erfahrene Fan erkenne, dass die reflexierende Musik die Beste ihrer Art sei. Angeles schrieb, dass das Album dermaßen zeitlos sei, dass man es auch 100 Jahre später hätte veröffentlichen können und es trotzdem seinen Wert behalte.

### Auszeichnungen und Nominierungen
| Jahr | Auszeichnung                       | Kategorie            | für             | Resultat  |
| ---- | ---------------------------------- | -------------------- | --------------- | --------- |
| 2016 | Alternative Press Music Awards     | Lied des Jahres      | The Divine Zero | Nominiert |
| 2016 | Loudwire’s Most Anticipated Albums | Album des Monats Mai | Misadventures   | Gewonnen  |
| 2016 | Rock Sounds Alben des Jahres       | Album des Jahres     | Misadventures   | 3. Platz  |
| 2016 | Kerrangs Alben des Jahres          | Album des Jahres     | Misadventures   | 12. Platz |
| 2016 | Loudwire's Rockalben des Jahres    | Album des Jahres     | Misadventures   | 6. Platz  |
| 2017 | San Diego Music Awards             | Album des Jahres     | Misadventures   | Nominiert |
| 2017 | San Diego Music Awards             | Song of the Year     | Circles         | Nominiert |
| 2017 | Alternative Press Music Awards     | Album of the Year    | Misadventures   | Gewonnen  |
| 2017 | Alternative Press Music Awards     | Song of the Year     | Circles         | Nominiert |